# Беляшово
Беляшово — исчезнувшее село в Нижнеомском районе Омской области. Упразднено в 1969 году.

## География
Находилось в 20 км от районного центра села Нижняя Омка на берегу одноимённого озера.

## История
Основано в 1750 году выходцами из Аёвской волости Тарского уезда, а также переселенцами из Нижней Омки. В 1928 году состояло из 195 хозяйств. Центр Беляшевского сельсовета Иконниковского района Омского округа Сибирского края. В 1952 году центр сельсовета перенесён в село Паутовка.

## Население
По переписи 1926 года в селе проживало 954 человека (446 мужчин и 508 женщин), основное население — русские.